# Piz Ravetsch
Piz Ravetsch – szczyt w Alpach Lepontyńskich, części Alp Zachodnich. Leży w Szwajcarii na granicy kantonów Gryzonia i Ticino. Należy do podgrupy Alpy Monte Leone – Świętego Gotarda. Można go zdobyć ze schroniska  Capanna Cadlimo (2570 m) lub Vermigelhütte (2047 m).